# 茨城県道152号雨引観音線

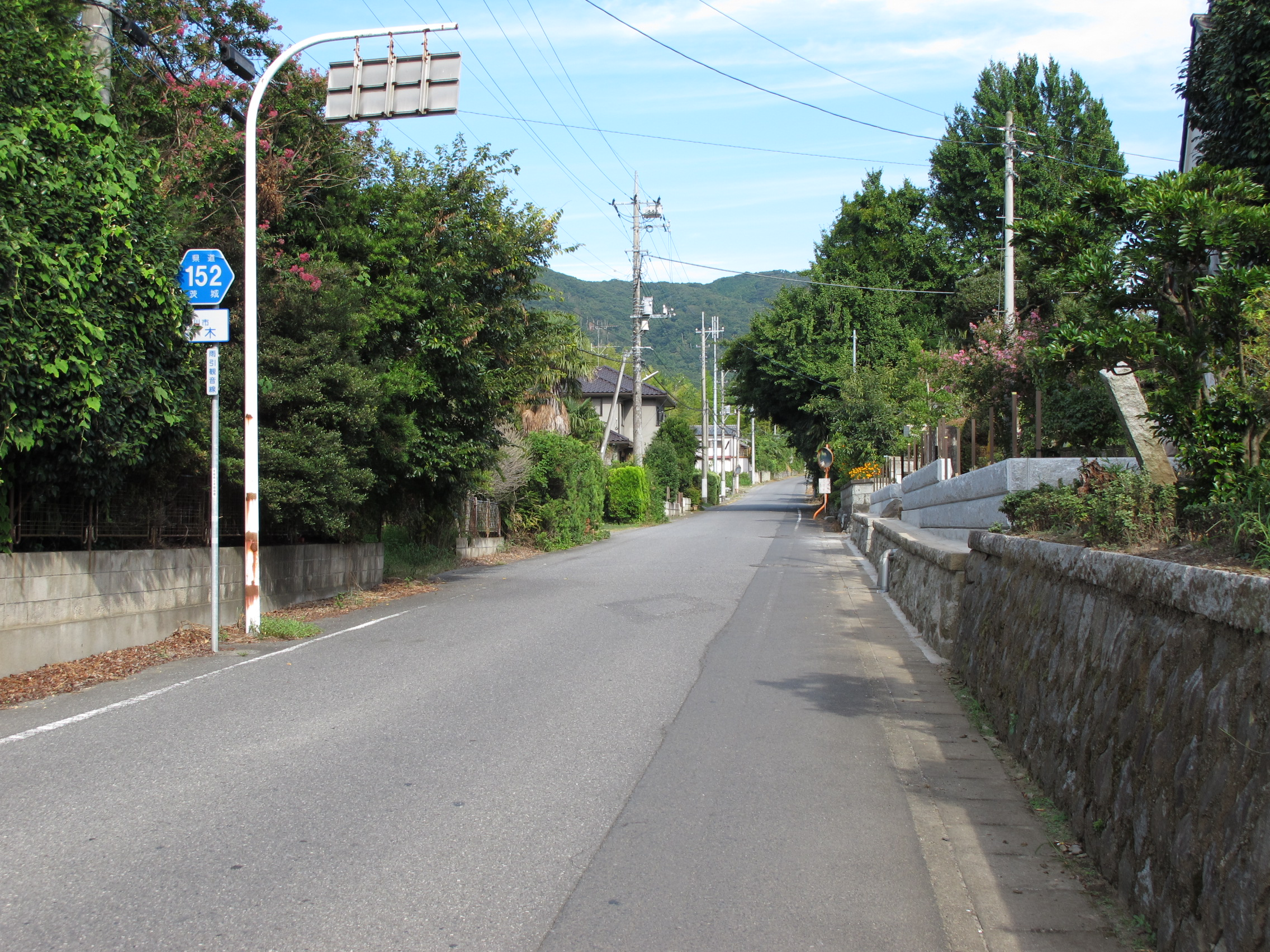
桜川市本木（2012年8月撮影）

茨城県道152号雨引観音線（いばらきけんどう152ごう あまびきかんのんせん）は、茨城県桜川市内の一般県道である。

## 概要
桜川市本木の雨引観音と主要地方道つくば益子線とを接続する一般県道で、この道路は、雨引観音のアクセス道路となっている。

### 路線データ
- 起点：茨城県桜川市本木[1]
- 終点：茨城県桜川市本木（茨城県道・栃木県道41号つくば益子線交点）[1]
- 総延長：2.410 km[2]
- 重用延長：なし[2]
- 未供用延長：なし[2]
- 実延長：2.410 km[2]
- 自動車交通不能区間延長[注釈 1]：なし[2]

## 歴史
1959年（昭和34年）10月14日、新たな県道として真壁郡大和村大字本木を起点とし、県道岩瀬真壁線交点（現、県道つくば益子線）を終点とする区間を本路線とする県道雨引観音線として茨城県が県道路線認定した。
1995年（平成7年）、整理番号152となり現在に至る。

### 年表
- 1918年（大正7年）9月7日：筑波鉄道筑波線雨引駅が開業する。
- 1923年（大正12年）4月1日：現在の路線の前身にあたる雨引停車場本木線が路線認定される。
- 1959年（昭和34年）10月14日：現在の路線で路線認定される（図面対照番号124）[3]。道路の区域は、真壁郡大和村大字本木から真壁郡大和村大字本木の県道岩瀬真壁線（現在の県道つくば益子線にあたる）交点までと決定された[1]。
- 1987年（昭和62年）4月1日：雨引駅が廃止される。
- 1995年（平成7年）3月30日：整理番号が整理番号183から現在の番号（整理番号152）に変更される[4]。

## 地理
桜川市の筑波山地中腹に雨引観音があり、麓の住宅地と結ぶ道路であることから、道路のほとんどは山中のつづら折りの坂道である。道幅は全線1.5車線ではあるが、カーブは乗用車がすれ違えるだけの十分な車幅が確保されている。

### 通過自治体
- 桜川市

### 交差する道路
- なし

### 沿線
- 雨引観音（桜川市本木）